# Pierre Nihant
Pierre Nihant (Trembleur, 5 de abril de 1925-Blegny, 12 de enero de 1993) fue un deportista belga que compitió en ciclismo en la modalidad de pista. Participó en los Juegos Olímpicos de Londres 1948, obteniendo una medalla de plata en la prueba del kilómetro contrarreloj.

## Medallero internacional
| Juegos Olímpicos | Juegos Olímpicos      | Juegos Olímpicos | Juegos Olímpicos  |
| Año              | Lugar                 | Medalla          | Competición       |
| ---------------- | --------------------- | ---------------- | ----------------- |
| 1948             | Londres (Reino Unido) | Medalla de plata | 1 km contrarreloj |